# Antinationalism
Antinationalism innebär att man starkt kritiserar nationalism, eftersom man menar att överdriven nationalism kan leda till hat, hämndbegär, krig och rasism. Efter de två världskrigen blev antinationalismen stark i många länder, då många menade att nationalismen hjälpt till att skapa krigsstämning.
Antinationalister betyder många gånger inte att man helt kritiserar att det finns länder och gränser, men däremot förespråkas mera internationellt samarbete och öppnare gränser.